# Gilbert De Roover
Gilbert De Roover   (Booischot, 24 de febrer de 1949) és un expilot de motocròs flamenc que destacà en competició internacional durant la dècada de 1970, especialment en la categoria dels 125cc, on pilotant les Husqvarna i Zündapp oficials fou un dels millors competidors al Campionat d'Europa i al subsegüent mundial durant uns anys. El 1975 fou subcampió del món de la categoria per darrere de Gaston Rahier. Més tard, fou un dels primers components de l'equip oficial de Beta, amb el qual va córrer una temporada a la categoria dels 500cc. Al llarg de la seva carrera, De Roover va guanyar tres Grans Premis.
El seu germà gran, Julien De Roover, fou també un pilot de motocròs de renom a finals de la dècada del 1960. Ben a prop de la família De Roover hi vivia un altre conegut pilot de motocròs, coetani de Gilbert: André Massant.

## Palmarès al Campionat del Món
Font:
| Any  | Motocicleta | 500cc | 125cc |
| ---- | ----------- | ----- | ----- |
| 1973 | Husqvarna   | -     | 7è    |
| 1974 | Husqvarna   | -     | 3r    |
| 1975 | Zündapp     | -     | 2n    |
| 1976 | Beta        | 30è   | -     |
| 1977 | Beta        | -     | 7è    |
|      |             |       |       |
| 1980 | Aprilia     | -     | 42è   |

1. ↑  Fins al 1974 inclòs no existia el Campionat del Món de 125 cc, ans el Campionat d'Europa (conegut també com a Cup FIM)